# 徳陽市
徳陽市（とくよう-し）は、中華人民共和国四川省に位置する地級市。市域内の広漢市からは、長江文明の重要な遺跡・三星堆遺跡が発見されている。

## 地理
徳陽市は四川盆地の西北部に位置する。
長江上流の支流の沱江（だこう）流域にある。東北には綿陽市、東南には遂寧市と資陽市、西南には省都の成都市、西にはアバ州が接する。省都の成都までは50kmあまり、成都付近の観光の目的地であり中継点である。西北部には九頂山脈の険しい高山がそびえ、中部には平原が広がり、東南部は丘陵地となっている。亜熱帯気候に属し、四季の区別ははっきりとし、雨量は多く、年降雨量は1,000mm前後に達する。年平均気温は15.7-16.7℃。

## 歴史
主要な出身者には後漢から三国時代の武将の秦宓（綿竹出身）、清朝の文学者の李調元、戊戌の変法を推進した官僚の楊鋭（綿竹出身）らがいる。
2008年5月19日に発生した四川大地震では綿陽市に次いで大きな被害を出した。

## 経済
成徳綿ハイテク産業地帯（成都市・徳陽市・綿陽市）に属し、省都の成都市と研究科学都市・綿陽市に挟まれている。徳陽市は中国の重機械・動力設備製造、リン酸化学工業の重要な集積地である。重機製造企業のうち主要三大企業は、中国二重、東方電機廠、東方汽輪機廠の三つ。
徳陽市の市区の経済力より、むしろ市域内の県級市である綿竹市・什邡市・広漢市のほうが生産力が高い。
銘酒の剣南春は綿竹市で生産される。徳陽の名産品には、世界的に著名な民衆絵画の綿竹年画のほか、徳陽醤油、黄許松花皮蛋、什邡板鴨、羅江豆鶏、中江掛麺などがある。

## 行政区画
2市轄区・3県級市・1県を管轄下に置く。
- 市轄区：
  - 旌陽区・羅江区
- 県級市：
  - 広漢市・什邡市・綿竹市
- 県：
  - 中江県

| 徳陽市の地図                              |
| ----------------------------------------- |
| 旌陽区 羅江区 広漢市 什邡市 綿竹市 中江県 |

### 年表
この節の出典
- 1983年8月18日 - 四川省綿陽地区徳陽県の一部が分立し、徳陽市が発足。(1市5県)
  - 綿陽地区徳陽県・中江県・綿竹県、成都市広漢県・什邡県を編入。
- 1983年9月12日 - 市中区を設置。(1区4県)
  - 徳陽県が市中区に編入。
- 1983年12月27日 - 綿竹県の一部が市中区に編入。(1区4県)
- 1988年2月24日 - 広漢県が市制施行し、広漢市となる。(1区1市3県)
- 1988年11月14日 - 市中区の一部が綿竹県に編入。(1区1市3県)
- 1995年10月27日 - 什邡県が市制施行し、什邡市となる。(1区2市2県)
- 1996年8月3日 - 市中区が分割され、旌陽区・羅江県が発足。(1区2市3県)
- 1996年10月8日 - 綿竹県が市制施行し、綿竹市となる。(1区3市2県)
- 2017年7月18日 - 羅江県が区制施行し、羅江区となる。(2区3市1県)

## 観光
- 東湖山公園
- 徳陽石刻公園
- 旌湖文化景観長廊
- 徳陽文廟
- 三星堆博物館、金雁湖公園（広漢市）
- 紫岩山、雲湖森林公園（綿竹市）
- 鎣華山（什邡市）
- 宝峰山森林公園（羅江県）
- 黄継光紀念館（中江県）

## 交通
- 鉄道
  - 宝成線
  - 達成線
  - 西成旅客専用線
- 高速道路
  - 成綿高速道路（G8）
  - 成綿第二高速道路/新成綿高速道路（S1）
- 空港
  - 広漢空港（非民間用。中国民航飛行学院に属す）

## 健康・医療・衛生
- 徳陽市人民医院、徳陽市第五人民医院、羅江区人民医院、羅江区第二人民医院
- 広漢市人民医院、広漢市第三人民医院、広漢市中医院、什邡市人民医院、什邡市第四人民医院
- 綿竹市人民医院、綿竹市人民医院分院、中江県人民医院、中江県紅十字医院

## 友好都市
- 東広島市（日本） 1993年10月14日
- ウラジーミル州（ロシア） 1994年06月01日
- ミュンシー (インディアナ州)（アメリカ合衆国） 1994年09月15日
- ジーゲン＝ウィトゲンシュタイン（ドイツ） 1996年08月06日
- ラルクーディア（スペイン） 1997年06月04日
- ラハティ（フィンランド） 2000年09月07日